# Степаньково (городской округ Клин)
Степаньково — деревня в Клинском районе Московской области, в составе Нудольского сельского поселения. Население — 25 чел. (2010). До 2006 года Степаньково входило в состав Нудольского сельского округа.
Деревня расположена на юго-западе района, примерно в 28 км к юго-западу от райцентра Клин, на левом берегу реки Нудоль, высота центра над уровнем моря 204 м. Ближайшие населённые пункты — примыкающие на юге Афанасово и на востоке — Нудоль. У северной окраины деревни проходит региональная автодорога 46К-9310 Павельцево — Нудоль.

## Население
| 2002 | 2006 | 2010 |
| ---- | ---- | ---- |
| 37   | ↗38  | ↘25  |